# Nomenclatuur van monoklonale antilichamen
De nomenclatuur van monoklonale antilichamen is een systeem om betekenisvolle namen toe te wijzen aan monoklonale antistoffen.
| Prefix               | Doelwit-substam | Doelwit-substam | Doelwit-substam                  | Bron-substam | Bron-substam                                   | Stem |
|                      | oud             | nieuw           | betekenis                        |              | betekenis                                      |      |
| -------------------- | --------------- | --------------- | -------------------------------- | ------------ | ---------------------------------------------- | ---- |
| variabel             | -anibi-         | —               | angiogenese(-inhibitor)          | -a-          | rat                                            | -mab |
| variabel             | -ba(c)-         | -b(a)-          | bacteriën                        | -e-          | hamster                                        | -mab |
| variabel             | -ci(r)-         | -c(i)-          | hart en vaatstelsel              | -i-          | primaat                                        | -mab |
| variabel             | -fung-          | -f(u)-          | schimmel                         | -o-          | muis                                           | -mab |
| variabel             | -ki(n)-         | -k(i)-          | interleukine                     | -u-          | humaan                                         | -mab |
| variabel             | -les-           | —               | laesie als gevolg van ontsteking | -xi-         | chimeer voor een deel mens, voor een deel dier | -mab |
| variabel             | -li(m)-         | -l(i)-          | immuunsysteem                    | -zu-         | gehumaniseerd                                  | -mab |
| variabel             | -mul-           | —               | musculoskeletaal systeem         | -xizu-*      | chimeer / gehumaniseerd-hybride                | -mab |
| variabel             | -ne(u)(r)-      | -n(e)-*         | neurologisch system              | -axo-        | rat/muis-hybride                               | -mab |
| variabel             | -os-            | -s(o)-          | bot                              | -axo-        | rat/muis-hybride                               | -mab |
| variabel             | -toxa-          | -tox(a)-        | toxine                           |              |                                                | -mab |
| variabel             | -co(l)-         | -t(u)-          | tumor van de karteldarm          |              |                                                | -mab |
| variabel             | -go(t)-         | -t(u)-          | zaadbalkanker                    |              |                                                | -mab |
| variabel             | -go(v)-         | -t(u)-          | ovariumtumor                     |              |                                                | -mab |
| variabel             | -ma(r)-         | -t(u)-          | melkkliertumor                   |              |                                                | -mab |
| variabel             | -me(l)-         | -t(u)-          | melanoom                         |              |                                                | -mab |
| variabel             | -pr(o)-         | -t(u)-          | prostaattumor                    |              |                                                | -mab |
| variabel             | -tu(m)-         | -t(u)-          | andere tumor                     |              |                                                | -mab |
| variabel             | -vi(r)-         | -v(i)-          | virus                            |              |                                                | -mab |
| *wordt nog besproken |                 |                 |                                  |              |                                                |      |

## Voorbeelden

### Nieuwe conventie
- Olaratumab: olara-t-u-mab – Het is een humaan monoklonaal antilichaam dat actief tegen tumoren is.
- Benralizumab: benra-li-zu-mab – Het is een gehumaniseerd monoklonaal antilichaam dat actief is tegen het immuunsysteem.

### Oude conventie
- Adalimumab: ada-lim-u-mab – Het is een humaan monoklonaal antilichaam dat actief is tegen het immuunsysteem. Mocht dit na 2009 een naam hebben gekregen, dan had het adalumab geheten.
- Abciximab: ab-ci-xi-mab – Het is een chimeer monoklonaal antilichaam dat actief is tegen het hart en vaatstelsel.
- Trastuzumab: tras-tu-zu-mab – Het is een gehumaniseerd monoklonaal antilichaam dat actief is tegen een tumor.
- Rozrolimupab: rozro-lim-u-pab – Het is een humaan polyklonaal antilichaam dat actief is tegen het immuunsysteem.